# Let Aeroflot 141
Let Aeroflotu č. 141 na trase Moskva-Praha se strojem Tu-154 registrace СССР-85023 skončil dne 19. února 1973 nárazem do země v předpolí přistávací dráhy Letiště Praha-Ruzyně. Následně se stroj rozlomil a vznítil. Jednalo se o první ztrátu tohoto typu stroje od uvedení do provozu na jaře 1972.
Při nehodě zahynulo 66 lidí (včetně 4 členů posádky). Mezi oběťmi byli i členové doprovodné skupiny Evy Pilarové (přežil pouze baskytarista Petr Marcol; Pilarová, spolu s Vlaďkou Prachařovou a dalšími, se pak vrátili přímým spojem z Kuby, bez přestupu v Moskvě).

## Posádka
Velitelem letounu – kapitánem byl zkušený 41letý pilot s náletem 13 tisíc hodin, druhým pilotem pak 44letý pilot s celkovým náletem 14 tis. hod. Je však třeba říci, že na konkrétním typu měli oba nalétány pouze stovky hodin, neboť se jednalo o nový typ letounu ve flotile Aeroflotu. Nepilotní funkce, navigátor a palubní inženýr, byly zdvojené, protože se zde zaškolovali noví pracovníci.

## Letoun
Letoun registrace СССР-85023 byl nový proudový letoun sovětské výroby, Tupolev Tu-154. Letouny tohoto typu byly teprve v počátcích zaváděny do flotily Aeroflotu. Byly poháněny třemi proudovými motory Kuzněcov NK-8-2, umístěnými v ocasní části, které byly později upraveny tak, aby se o cca 10% zvýšil jejich tah. Letoun měl nalétáno pouze 459 hodin a prodělal 261 cyklů.

Ocasní část Tu-154

Ocasní plochy mají u Tu-154 tvar písmene T, přičemž vodorovná plocha sestává z dvou pohyblivých částí – elektricky přestavitelného většího horizontálního stabilizátoru a piloty řídící pákou ovládaných menších výškových kormidel. Letoun letí díky vztlakové síle vytvářené křídlem. Tato vztlaková síla však vytváří i tzv. klopivý moment „na hlavu“ tj. dolů vpřed. Tento moment je nutné kompenzovat zápornou vztlakovou silou vytvářenou horizontálním stabilizátorem v zadní části letadla. Potřebná velikost této záporné vztlakové síly je dána mimo jiné aktuální polohou těžiště letadla (tzn. rozmístění cestujících, nákladu a paliva). Její velikost lze u některých letadel určovat změnou tzv. úhlu nastavení stabilizátoru. Klopivý moment vztlakové síly křídla se zároveň zvyšuje s úhlem vysunutí vztlakových klapek na křídle vysouvaných pro vzlet a přistání za účelem zvýšení součinitele vztlaku křídla.
V závislosti na vyvážení letadla proto předepisuje výrobce tři sady nastavení pro vzlet, let i přistání. Tato tabulka obsahuje nastavení pro tzv. „přední“, „střední“ a „zadní“ vyvážení stroje i pro různé úhly vysunutí klapek. U tohoto stroje bylo povinností pilotů přestavovat stabilizátor podle této tabulky. Později zjednodušil výrobce řízení pomocí funkce automatického přestavování stabilizátoru vazbou na míru vysunutí klapek.

## Let

Nákres letounu Tu-154

Letoun vzlétl z Letiště Moskva-Šeremeťjevo v 06:50 UTC a nad územím Sovětského svazu po nastoupání udržoval letovou hladinu 10 000 m (FL328), nad územím Polska nastoupal na hladinu 10 650 m (FL350). Nad Varšavou zahájil postupné klesání, při přeletu hraničního bodu Frýdlant v 08:54 měl výšku 7 200 m a klesal dál k NDB Roudnice, kde při přeletu v 09:00 udržoval výšku 2 450 m. Zde přeladil na frekvenci střediska přiblížení Praha, od něhož obdržel povolení k ILS přiblížení na dráhu RWY25 (dnes RWY24). Během konečného přiblížení bylo letadlo vedeno autopilotem a udržovalo přesně sestupovou rovinu podle ILS.
Atmosférické podmínky byly v cílovém letišti příznivé, byla dobrá viditelnost, světlo a ani na zemi neležel sníh. Ve vzdálenosti 7 km od prahu dráhy potvrdil pilot vizuální kontakt s letištěm, v 09:06 požádal o předání brzdných koeficientů a současně obdržel povolení k přistání. Pilot potvrdil předané údaje, a to byla poslední radiová relace s letounem.

## Nehoda
Při průletu nad radiomajákem „bližná“ (NBD/MM), přibližně 1 km před prahem dráhy, na výšce cca 70 m, odpojil pilot autopilota a standardně hodlal dokončit přistání ručně. V tu chvíli však nad letounem ztratil kontrolu, neboť podle jeho slov nereagoval stroj na pohyb výškových kormidel a letoun začal klesat strměji, asi 4,6° oproti požadované dráze. Druhý pilot se pokusil zvýšit tah motorů, ale když zjistil, že náraz do země je neodvratitelný, snížil zase otáčky tak, aby rychlost střetu nebyla příliš vysoká.
Letoun ještě přeletěl čtyřproudou komunikaci a v čase 09:07 (10:07 hod SEČ), ve vzdálenosti 467 m před prahem dráhy, došlo ke kontaktu předního podvozku s travnatým předpolím dráhy. Následovalo dosednutí i pravého podvozku, jejich destrukce a ve vzdálenosti 320 m došlo k dopadu trupu a následně i pravého křídla, které se odlomilo, přičemž se vznítilo palivo z poškozených nádrží. Letadlo pokračovalo v pravé rotaci, přičemž se odlomila ocasní část a pravý motor. Nakonec se rozrušený hořící trup zastavil v poloze na zádech, 50 m před prahem dráhy a 75 m napravo od její osy.

## Záchranné práce
Požárníci dorazili v 09:09 a požár lokalizovali v 09:20. Později se jejich zásah stal předmětem neoficiální kritiky, není však jisté, zda oprávněné. Spekulovalo se, že jelikož většina osob zahynula až v souvislosti s požárem, mohl lépe vedený zásah zachránit životy.
Při nehodě zahynulo 66 osob, tedy dvě třetiny osob na palubě letounu, přičemž nejvíce obětí bylo ve střední a ocasní části trupu.

## Informování médií
Média o nehodě přinesla většinou jen krátké zprávy. Například den po nehodě Rudé právo otisklo šedesátiřádkovou zprávu, která však zamlčela, že letadlo shořelo. Média o nehodě letu Aeroflot 141 informovala mnohem méně než o rok dříve o něhodě letu JAT 367. Den po příletu sovětských vyšetřovatelů bylo na případ uvaleno informační embargo. Roli v tom mohlo hrát několik faktorů. Média se několik let po invazi do Československa vyhýbala zprávám, které mohly vyvolat kritiku Sovětského svazu. Jednalo se o nový typ sovětského dopravního letadla sovětských aerolinií. K dokreslení je třeba rovněž uvést, že se očekávala oficiální návštěva Leonida Brežněva a současně vrcholily přípravy oslav 25. výročí Vítězného února 1948.

## Vyšetřování
Po vyzvednutí černé skříňky a provedení potřebných šetření a expertiz vyloučili vyšetřovatelé následující faktory:
- příprava letounu a posádky
- kvalifikace a zdravotní předpoklady posádky
- technický stav letounu, jeho hmotnost, vyvážení, zásoba paliva
- meteorologické podmínky
- technický stav radionavigačních prostředků a práce řídících letového provozu
- vnější působení na letoun

Jako možnou příčinu označili členové oficiální vyšetřovací komise nečekanou vzdušnou turbulenci, na kterou nebyli piloti schopni včas reagovat.
Sovětští vyšetřovatelé dospěli k závěru, že příčinou nehody bylo nechtěné přepnutí ovládače horizontálního stabilizátoru z přistávací do letové polohy velitelem letounu v malé výšce. Spolupůsobícím faktorem označili přítomnost velkého počtu školených osob v pilotní kabině.
Jiná teorie hovoří o špatném nastavení horizontálního stabilizátoru, který byl údajně nalezen v poloze 0°, čemuž odpovídala i příslušná poloha ovladače. Pro přistání měl podle této teorie být přestaven na -5,5° (v letové příručce je uváděno 0/-3°/-5,5° - podle vyvážení, v našem případě přípustné -3° i -5,5°). Není rovněž zcela jasné, proč by autopilot řízení standardně zvládal a teprve při přepnutí na ruční řízení by stroj náhle zcela ztratil ovladatelnost.
Následující rok se začala vyrábět modernizovaná verze letounu pod označením Tu-154A. Součástí úprav byla i možnost automatického přestavování stabilizátoru v závislosti na poloze vztlakových klapek. Dá se soudit, že tato modifikace mohla vzniknout jako opatření proti opakování podobné nehody.